# Oekraïne op het Eurovisiesongfestival 2007

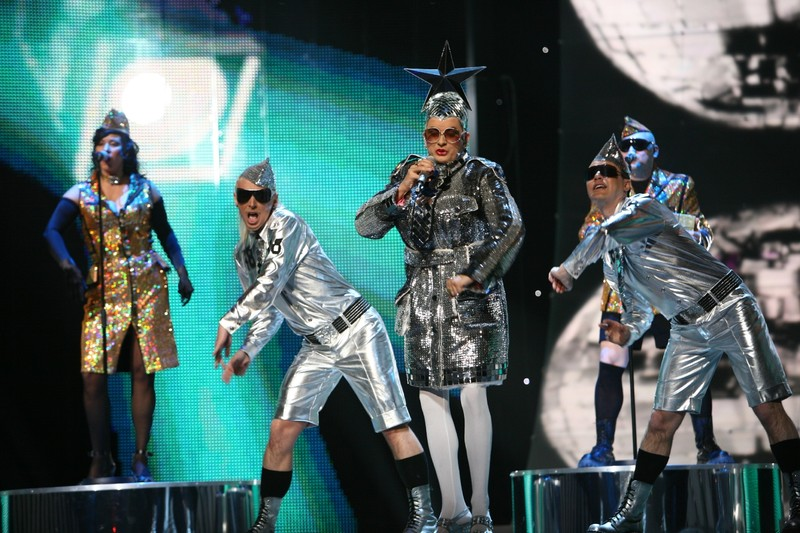
Verka Serduchka treedt op namens Oekraïne tijdens het Eurovisiesongfestival 2007

Oekraïne nam deel aan het Eurovisiesongfestival 2007 in Helsinki, Finland]. Het was de vijfde deelname van het land op het Eurovisiesongfestival. De NTU was verantwoordelijk voor de Oekraïense bijdrage voor de editie van 2007.

## Selectieprocedure
Voor de derde keer op rij koos men ervoor om een nationale finale te organiseren.
De finale vond plaats op 9 maart 2007 en er namen 7 deelnemers aan mee.
De winnaar werd gekozen door een combinatie van jury en televoting.
.
| Volgorde | Artiest            | Lied                   | Punten | Plaats |
| -------- | ------------------ | ---------------------- | ------ | ------ |
| 1        | GODO               | "Stolen Rain"          | 3      | 7      |
| 2        | Evgenia Vlasova    | "I Will Be (Ya budu)"  | 12     | 2      |
| 3        | Olena Hrebenyuk    | "Zla bolshe net"       | 7      | 4      |
| 4        | Verka Serduchka    | "Dancing Lasha Tumbai" | 14     | 1      |
| 5        | NeAngely           | "Ya znayu, eto ty"     | 6      | 5      |
| 6        | Vasiliy Bondarchuk | "Serebrom"             | 9      | 3      |
| 7        | Aviator            | "Angely"               | 6      | 6      |

## In Helsinki
Door de goede prestatie in 2006, mocht Verka automatisch aantreden in de finale.
In de finale moest men aantreden als achttiende, na Servië en voor het Verenigd Koninkrijk. Op het einde van de avond bleek dat ze op een tweede plaats waren geëindigd met 235 punten, 33 punten minder dan de winnaar.
Men ontving 5 keer het maximum van de punten.
België en Nederland hadden beiden 1 punt over voor deze inzending.

### Gekregen punten

#### Finale
| 12 punten                                         | 10 punten                                               | 8 punten                                                                 | 7 punten                                                 | 6 punten                      |
| ------------------------------------------------- | ------------------------------------------------------- | ------------------------------------------------------------------------ | -------------------------------------------------------- | ----------------------------- |
| - Andorra - Letland - Polen - Portugal - Tsjechië | - Georgië - Israël - Wit-Rusland                        | - Estland - Ierland - Litouwen - Rusland - Verenigd Koninkrijk           | - Griekenland - Moldavië - Spanje                        | - Armenië - Finland - IJsland |
| 5 punten                                          | 4 punten                                                | 3 punten                                                                 | 2 punten                                                 | 1 punt                        |
| - Bosnië en Herzegovina - Duitsland - Kroatië     | - Cyprus - Frankrijk - Oostenrijk - Roemenië - Slovenië | - Bulgarije - Denemarken - Hongarije - Malta - Servië - Turkije - Zweden | - Noord-Macedonië - Montenegro - Noorwegen - Zwitserland | - België - Nederland          |

### Punten gegeven door Oekraïne

#### Halve Finale
Punten gegeven in de halve finale:
| 12 punten | Wit-Rusland |
| 10 punten | Georgië     |
| 8 punten  | Servië      |
| 7 punten  | Slovenië    |
| 6 punten  | Moldavië    |
| 5 punten  | Polen       |
| 4 punten  | Hongarije   |
| 3 punten  | Letland     |
| 2 punten  | Bulgarije   |
| 1 punt    | Turkije     |

#### Finale
Punten gegeven in de finale:
| 12 punten | Wit-Rusland |
| 10 punten | Rusland     |
| 8 punten  | Georgië     |
| 7 punten  | Moldavië    |
| 6 punten  | Servië      |
| 5 punten  | Armenië     |
| 4 punten  | Slovenië    |
| 3 punten  | Bulgarije   |
| 2 punten  | Roemenië    |
| 1 punt    | Turkije     |

2003 · 2004 · 2005 · 2006 · 2007 · 2008 · 2009 · 2010 · 2011 · 2012 · 2013 · 2014 · 2015 · 2016 · 2017 · 2018 · 2019-2020 · 2021 · 2022 · 2023 · 2024 · 2025